# Zodiakmördaren
Zodiakmördaren eller Zodiac-mördaren (engelska Zodiac Killer) är en oidentifierad seriemördare som var aktiv i norra Kalifornien under 1960- och 1970-talet. Åren 1968 och 1969 anföll han sju personer i Benicia, Vallejo, Napa County och San Francisco, varav endast två överlevde. Zodiakmördaren skickade emellanåt utmanande brev till dagstidningarna, i fyra fall i form av kryptogram. Av dessa har endast två kunnat dechiffreras. 
Morden är alltjämt ouppklarade och förundersökningen lades ned 2004, men återupptogs av San Franciscos polis 2007 i samband med att ny bevisning framkommit. Utredningen fortgår även i Vallejo.
Polisen har kopplat Zodiakmördaren till sju offer. I kontakter med media och myndigheter har mördaren påstått sig ha tagit 37 liv.

## Offer

### Bekräftade offer

#### Betty Lou Jensen och David Faraday
Jensen, 16 år, och Faraday, 17 år, mördades den 20 december 1968 utanför Benicia. De två ungdomarna var på sin första dejt och hade parkerat sin bil på en avskild väg, Lake Herman Road. Strax efter 23:00 kom en man och hotade paret med en pistol. Skott ska ha avfyrats för att tvinga dem ur bilen. Då Faraday kom ut ur bilen blev han skjuten i huvudet. Jensen försökte fly till fots, men kom inte långt förrän hon fick fem skott genom ryggen. Båda dog omedelbart. Inga vittnen var närvarande.

#### Darlene Ferrin och Michael Mageau
Ferrin, 22 år, och Mageau, 19 år, attackerades vid midnatt mellan 4 och 5 juli 1969 utanför Vallejo. Ferrin och Mageau hade åkt ut till Blue Rock Springs-parken utanför Vallejo. Medan de satt i bilen dök en annan bil upp och en man klev ur. Han gick fram mot passagerarsätet och började under tystnad att skjuta. Mannen återvände till sin bil, men när han hörde Mageau stöna av smärta återvände han och sköt dem igen. Efter brottet ringde mördaren in och rapporterade det. Han sa följande till Nancy Slover, som tog emot samtalet: "I want to report a double murder. If you will go one mile easy on Columbus Parkway, you will find the kids in a brown car. They were shot with a 9mm Luger. I also killed those kids last year. Goodbye." Nancy beskrev rösten som både mjuk och kraftfull, och att den lät varken ung eller gammal. Hon berättade att han talade med ett jämnt tonläge förutom när han sa "Goodbye", då rösten blev mörkare och hon uppfattade det som att han gjorde narr av henne.
Michael Mageau överlevde attacken och beskrev gärningsmannen som ungefär 170-175 cm lång, kraftigt byggd med kort och lockigt ljust hår och ett stort, tjockt ansikte. År 1991 identifierade Mageau Arthur Leigh Allen som förövaren bakom attacken, men vittnesmålet har blivit ifrågasatt eftersom 22 år hade gått sedan attacken och för att Mageau, på grund av mörkret, hade svårt att se mannens ansikte den natten.

#### Cecelia Shephard och Bryan Hartnell
Shephard, 22 år, och Hartnell, 20 år, blev attackerade den 27 september 1969 vid Lake Baryessa, Napa County. De var på picknick och låg på en filt vid sjön. Runt klockan 18:00 lade de märke till en man som smög omkring bland träden bakom dem. Han försvann bakom ett träd men dök plötsligt upp igen, nu iklädd bisarr klädsel och huva. Mannen hotade dem med pistol och förklarade att han hade flytt från ett fängelse och behövde pengar och en bil för att fly till Mexiko. Hartnell överlämnade sina bilnycklar och de småpengar han hade på sig, men gärningsmannen tog aldrig emot dem. Gärningsmannen band sedan paret och attackerade utan varning Hartnell med kniv upprepade gånger. Därefter gick han över till Shephard och knivhögg även henne upprepade gånger. Efter attacken gick mannen sansat därifrån och lämnade sina två offer fastbundna för att lida. Han gick sedan vidare till Hartnells bil där han på bildörren skrev datumen för sina två tidigare dåd samt det dåd han just begått: "Sept 27 69 6:30 by knife". Kl. 19:40 tog polisen emot ett samtal från en man som ville rapportera ett dubbelmord. Han angav var attacken hade inträffat och förklarade att det var han som låg bakom den. Samtalet spårades till en telefonkiosk där polisen kunde säkra ett avtryck från en handflata, men avtrycket har inte kunnat kopplas till någon förövare.
Hartnell överlevde dådet och beskrev gärningsmannen som kraftigt byggd, och uppskattade att denne var 172-183 cm lång. När man genomsökte brottsplatsen hittade man skoavtryck från en militärkänga, storlek 44, som tillhörde gärningsmannen.

#### Paul Stine
Tjugonioårige Paul Stine sköts till döds i sin taxi klockan 21:55 den 11 oktober 1969 i korsningen Washington Street och Cherry Street i San Francisco. Förövaren tog offrets nycklar och plånbok samt rev av en tygbit från offrets skjorta, varefter han försvann. Tre ynglingar som bevittnat mordet från huset mittemot kontaktade polisen. Polismannen Donald Fouke patrullerade i området och lade märke till en vit man som promenerade norr om mordplatsen, men han ignorerade detta eftersom det i polisradion hade rapporterats att det var en svart man som låg bakom brottet. När Fouke kom till brottsplatsen informerades han om att förövaren var vit, och insåg att mannen han passerat kunde ha varit gärningsmannen. En genomsökning av området gav inga resultat. Än idag vet man inte varför gärningsmannen uppgavs vara svart, eller om den iakttagna vite mannen verkligen var Zodiakmördaren. Blodiga fingeravtryck hittades på brottsplatsen, men de har inte kunnat sammankopplas med någon gärningsman. Inledningsvis trodde man att det rörde sig om ett vanligt rånmord, men tidningen San Francisco Chronicle mottog ett brev från Zodiakmördaren i vilket han tog på sig dådet. Som bevis skickade han med en bit av offrets blodiga skjorta.

### Eventuella offer

#### Cheri Jo Bates
Sent på kvällen den 30 oktober 1966 mördades Cheri Jo Bates, 18 år, utanför sin skola i Riverside, Kalifornien, där hon nyligen hade lämnat skolbiblioteket. Bates knivhöggs upprepade gånger. Inget tydde på rån eller mord med sexuellt motiv. På brottsplatsen hittade man ett armbandsur och ett ofullständigt skoavtryck från en militärkänga, uppskattad storlek 42-44. Armbandsuret som hittades vid platsen hade stannat på 12:24, men det tros att mordet begicks några timmar tidigare och att Bates dog nästan omedelbart. Polisen hittade även hårstrån i Cheri Jo Bates hand som antagligen kommer från hennes mördare. Polisen som hade hand om detta fallet trodde inte att Zodiac var skyldig, utan de hade redan en misstänkt. Dock testade man hans DNA med DNA:t från hårstråna man hittade i offrets hand och det visade sig att det inte var någon träff. Zodiac skickade senare ett brev i sitt namn där han sade att det var han som dödade henne, dock misstänks det att han inte talade sanning. I september 2021 ville gruppen "Case Breakers" jämföra DNA:t med en ny misstänkt vid namn Gary Francis Poste, men nekades.

#### Kathleen Johns
I mars 1970 var 22-åriga Kathleen Johns, och hennes, i princip, nyfödda dotter på väg till några sjuka släktingar. En man i en annan bil gestikulerade åt henne att hennes ena hjul satt väldigt löst varefter mannen erbjöd sig att hjälpa henne. Dock visade det sig att mannen endast gjorde det värre. Så när Johns återigen åkte iväg lossnade hjulet från bilen. Ännu en gång erbjöd sig samma man att hjälpa henne och han övertalade henne att låta honom skjutsa henne till närmaste verkstad. Enligt Johns ska han dock ha kört omkring planlöst i nästan två timmar och under bilresan hotat att döda både henne och hennes barn.
Enligt henne ska mannen ha varit i 30-årsåldern, ungefär 175 cm lång och vägt runt 73 kilo. Han ska också ha haft kort, mörkt hår, glasögon och varit allmänt mörkklädd. Till slut lyckades Johns fly och fick skjuts till närmaste stad. Väl vid polisstationen såg hon fantombilden på Zodiakmördaren varvid hon utbrast att det var han som gjort detta mot henne. Kathleen Johns identifierade Lawrence Kane som mannen som gjorde detta mot henne. Zodiakmördaren skickade ett brev där han kort skrev om denna händelse, dock nämner han inget som inte redan står i tidningarna vid det här laget, så det kan vara så att han endast "tar åt sig äran".

## De huvudmisstänkta

### Arthur Leigh Allen
Arthur Leigh Allen var den främst misstänkte och den man undersökte mest. 1969 talade man med honom första gången, men anledningen till det är oklar. Frågorna rörde vad Allen gjorde den 27 september 1969, alltså dagen då Zodiac attackerade två ungdomar vid Lake Berryessa. Allen svarade med att han hade varit och dykt ungefär 100 kilometer därifrån, men att han kom hem just den dagen då ungdomarna blev attackerade. Allen var nu med i utredningen, om än svagt.
Den 15 juli 1971 fick polisen ett samtal från Don Cheney som berättade om att han misstänker Arthur Leigh Allen för att vara Zodiakmördaren. Han berättade att han har känt Allen i tio år och träffade honom genom att han och Allens bror gick på samma college. Han berättade att de brukade jaga mycket tillsammans och under en jakt ska Allen ha frågat "Have you ever thought of hunting people?" Han ska ha fortsatt säga att man skulle kunna gå till öde platser och använda ett vapen med en ficklampa och börja skjuta folk. Han sade att det skulle ske utan motiv och därmed göra det mycket svårt för polisen att lösa. Han fortsatte med att säga att han skulle skicka brev till polisen och tidningar för att förolämpa dem och leda dem på fel spår och att han skulle kalla sig själv Zodiac. Han sade att detta samtal skulle ägt rum i januari 1968, men ändrade det senare till januari 1969. Han beskrev Allen som en intelligent och känslosam person. Han sa även att han visste att Allen hade ett flertal vapen och han trodde att Allen nästan alltid hade ett vapen på sig. Allen beskrevs även som en fientlig man och skulle haft ett uttalat hat mot kvinnor. Det har även rapporterats om att Allen var en pedofil.
Den 4 augusti åkte tre utredare till Allens arbetsplats för ett förhör. Utan att nämna Cheney berättade de vad han hade sagt och de undrade vad Allen hade att säga om det. Allen svarade att han aldrig haft en sådan konversation. Allen nämnde även spontant (utan att poliserna frågade) att de blodiga knivarna han haft i bilen den aktuella dagen för mordet på Lake Berryessa används till att döda kycklingar med. Polisen lade även märke till Allens klocka av märket Zodiac som hade en ring med ett kors i, vilket hade blivit Zodiakmördarens signatur. Enligt Allen fick han den klockan av sin mor på sin födelsedag två år tidigare, alltså 1969. Allen nämnde även att boken The Most Dangerous Game, som handlade om en man som jagar en annan man "som ett djur", hade ett stort intryck på honom under hans skoltid. Efter förhöret kom de tre poliserna överens om att Allen krävde polisens fortsatta uppmärksamhet.

### Gary Francis Poste
En grupp vid namn "Case Breakers" bestående mestadels av före detta FBI-medlemmar och poliser har tagit fram Gary Francis Poste som en starkt misstänkt individ till att vara Zodiakmördaren. Gruppen har samlat bevis i tio år och tror sig ha rätt då det finns åtskilliga belägg och sammankopplingar till Zodiac-morden. Gruppen påstår även att Zodiakmördaren och då alltså Poste står för mordet på Cheri Jo Bates år 1966, något som Riverside Police Department säger sig vara "100% säkra" över att inte vara fallet. Case Breakers har dock nekats tillåtelse att jämföra deras DNA då det finns sparat nerfruset DNA från Bates med bland annat blod under hennes naglar. DNA från Poste finns sparat då han dog år 2018.

### Rick Marshall
Rick Marshall var och är fortfarande idag misstänkt för att ha varit Zodiakmördaren. Hans bakgrund, kroppsbyggnad och utseende är väldigt lika det man trott om Zodiac. Rick nämner även dessa likheter själv.

### Lawrence Kane
Darlene Ferrins syster pekar ut Kane som mannen som följde efter Darlene flera månader innan mordet på henne. Ett möjligt Zodiacoffer har även identifierat Lawrence Kane som mannen som kidnappade henne.

### Övriga misstänkta
- Den populäraste webbplatsen om Zodiac-brotten, Zodiackiller.com, har ny information[när?] angående en helt ny misstänkt: Richard Gaikowski.[24][källa behövs]

- Jack Tarrance: Dennis Kaufman började misstänka sin styvfar Jack Tarrance år 2000, han har sedan dess försökt övertyga polisen och FBI om styvfaderns skuld, bland annat genom en webbsajt där han presenterar en mängd bevis. I slutet av augusti 2008 presenterade Kaufman nya bevis, bland annat ska han ha hittat den luva som Zodiakmördaren använde under Lake Berryessa-mordet. FBI genomför just nu[när?] tester för att se om Jack Tarrance är Zodiakmördaren.[25]

## Brev och koder
Zodiac är mest känd för sin lek med polisen när han skickande brev till dagstidningar (San Francisco Chronicle, San Francisco Examiner och Vallejo Times-Herald) vari han hånade polisen och anmälde sina egna mord via telefon. Med dessa brev kom fyra koder, varav två är olösta. I ett av sina brev skickade han med en kod som han uppgav skulle avslöja hans namn. Koden förblev olöst i 51 år fram till december 2020 men det avkodade brevet innehöll inte Zodiacs namn. Den tidigare koden som löstes innehöll inget, till synes, avslöjande om Zodiacs identitet. Breven innehåller också avslöjande detaljer om morden som bevisar att den som skrev breven också utförde morden.
Nedan följer alla brev som Zodiac skickade, samt ytterligare brev varom råder osäkerhet om han eller någon annan skickat dem i hans namn.

### 29 november 1966
Detta brev skickades till polisen och tidningar. Brevet skickades i samband med mordet på Cheri Jo Bates och är en beskrivning och ett erkännande angående det mordet. Poliserna som hade hand om fallet är säkra att de har anhållit och gripit rätt man, medan vissa påstår att mordet begicks av Zodiac. Det är inte heller helt säkert att Cheri Jo Bates mördare har skrivit brevet.
Brevet hade som titel The Confession

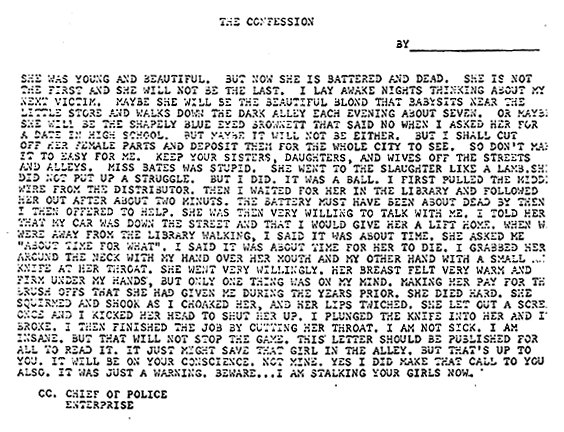
The confession.

BY_______________
SHE WAS YOUNG AND BEAUTIFUL BUT NOW SHE IS BATTERED AND DEAD. SHE IS NOT THE FIRST AND SHE WILL NOT BE THE LAST I LAY AWAKE NIGHTS THINKING ABOUT MY NEXT VICTIM. MAYBE SHE WILL BE THE BEAUTIFUL BLOND THAT BABYSITS NEAR THE LITTLE STORE AND WALKS DOWN THE DARK ALLEY EACH EVENING ABOUT SEVEN. OR MAYBE SHE WILL BE THE SHAPELY BRUNETT THAT SAID NO WHEN I ASKED HER FOR A DATE IN HIGH SCHOOL. BUT MAYBE IT WILL NOT BE EITHER. BUT I SHALL CUT OFF HER FEMALE PARTS AND DEPOSIT THEM FOR THE WHOLE CITY TO SEE. SO DON'T MAKE IT TO EASY FOR ME. KEEP YOUR SISTERS, DAUGHTERS, AND WIVES OFF THE STREETS AND ALLEYS. MISS BATES WAS STUPID. SHE WENT TO THE SLAUGHTER LIKE A LAMB. SHE DID NOT PUT UP A STRUGGLE. BUT I DID. IT WAS A BALL. I FIRST CUT THE MIDDLE WIRE FROM THE DISTRIBUTOR. THEN I WAITED FOR HER IN THE LIBRARY AND FOLLOWED HER OUT AFTER ABOUT TWO MINUTES. THE BATTERY MUST HAVE BEEN ABOUT DEAD BY THEN. I THEN OFFERED TO HELP. SHE WAS THEN VERY WILLING TO TALK TO ME. I TOLD HER THAT MY CAR WAS DOWN THE STREET AND THAT I WOULD GIVE HER A LIFT HOME. WHEN WE WERE AWAY FROM THE LIBRARY WALKING, I SAID IT WAS ABOUT TIME. SHE ASKED ME, "ABOUT TIME FOR WHAT?" I SAID IT WAS ABOUT TIME FOR HER TO DIE. I GRABBED HER AROUND THE NECK WITH MY HAND OVER HER MOUTH AND MY OTHER HAND WITH A SMALL KNIFE AT HER THROAT. SHE WENT VERY WILLINGLY. HER BREAST FELT WARM AND VERY FIRM UNDER MY HANDS, BUT ONLY ONE THING WAS ON MY MIND. MAKING HER PAY FOR ALL THE BRUSH OFFS THAT SHE HAD GIVEN ME DURING THE YEARS PRIOR. SHE DIED HARD. SHE SQUIRMED AND SHOOK AS I CHOCKED HER, AND HER LIPS TWICHED. SHE LET OUT A SCREAM ONCE AND I KICKED HER IN THE HEAD TO SHUT HER UP. I PLUNGED THE KNIFE INTO HER AND IT BROKE. I THEN FINISHED THE JOB BY CUTTING HER THROAT. I AM NOT SICK. I AM INSANE. BUT THAT WILL NOT STOP THE GAME. THIS LETTER SHOULD BE PUBLISHED FOR ALL TO READ IT. IT JUST MIGHT SAVE THAT GIRL IN THE ALLEY. BUT THAT'S UP TO YOU. IT WILL BE ON YOUR CONSCIENCE. NOT MINE. YES, I DID MAKE THAT CALL TO YOU ALSO. IT WAS JUST A WARNING. BEWARE...I AM STALKING YOUR GIRLS NOW.
CC. CHIEF OF POLICE
ENTERPRISE 

### December 1966
Detta hittades inskrivet på en skolbänk, på samma skola som Cheri Jo Bates gick på, och trots att det inte är bekräftat att detta är en skrift av Zodiakmördaren, är det många som tror det.

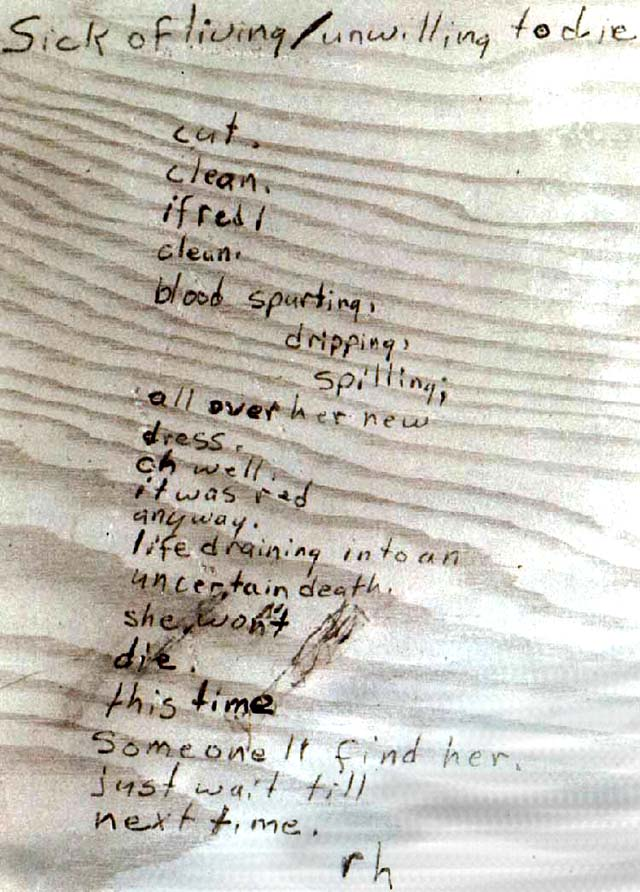
Dikten på skolbänken på Riverside City College Library.

Sick of living/unwilling to die
cut
clean
if red I
clean
blood spurting
dripping
spilling
all over her new
dress
oh well
it was red
anyway
life draining into an
uncertain death
she won't (smudge)
die
this time
someone ll find her
just wait till
next time
rh 

### 30 april 1967
Ett brev som återigen anspelar på Cheri Jo Bates. Förutom polisen och tidningar skickades brevet även till Bates far.

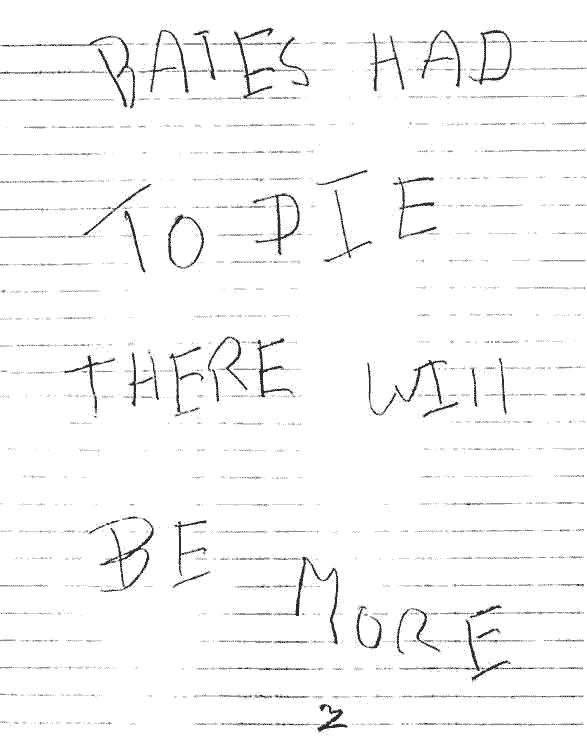
Brevet från april 1967.

BATES HAD
TO DIE
THERE WILL
BE MORE
Z 

### 31 juli 1969

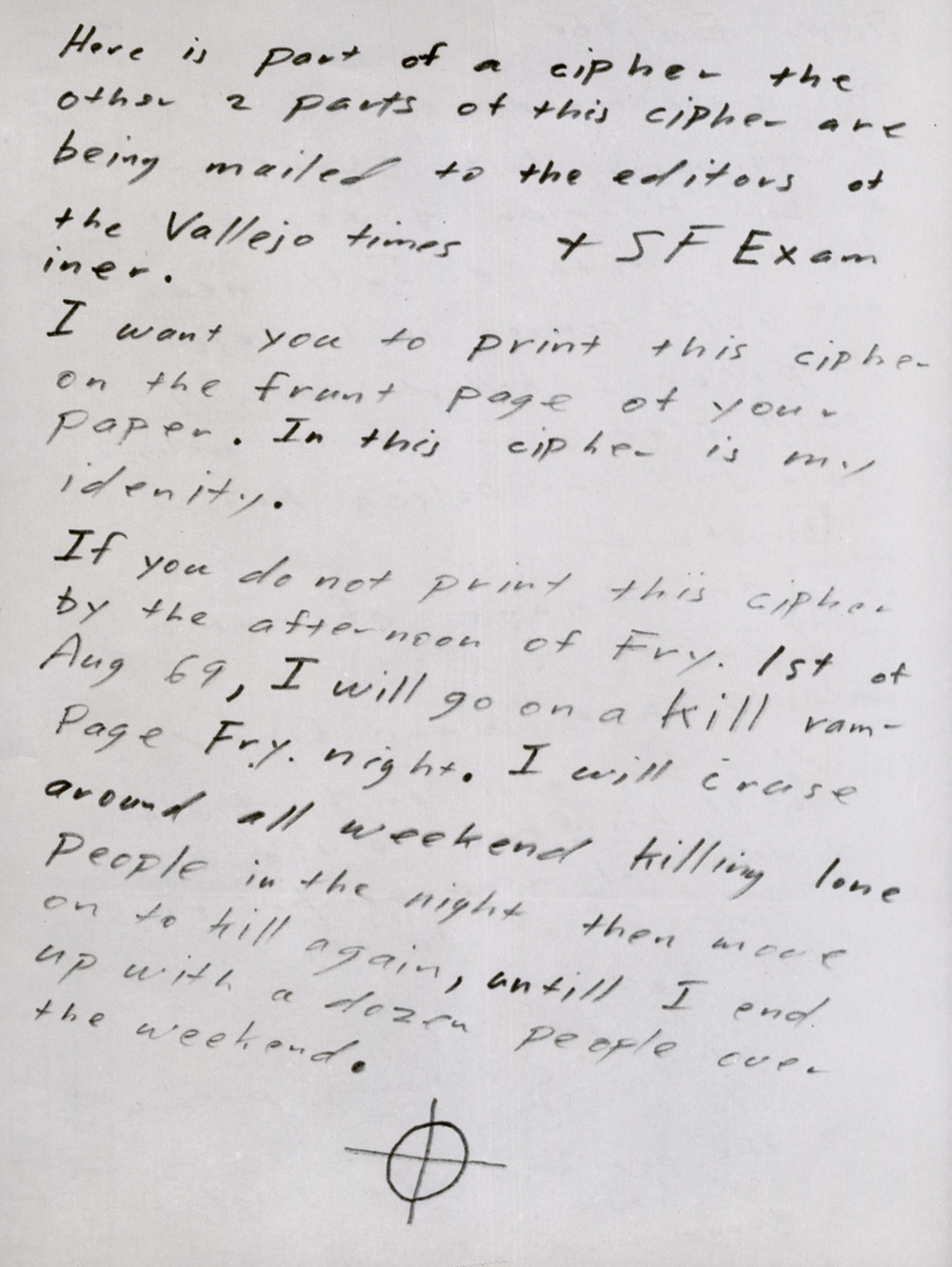
Brev 2 från juli 1969

Detta datum mottog tre olika tidningsredaktioner (San Francisco Chronicle, Vallejo Times-Herald och San Francisco Examiner), tre olika brev. Alla brev innehöll samma information om brotten som bara polisen och mördaren kunde veta, dock med olika formuleringar. Breven innehöll information om morden på Betty Lou Jensen och David Faraday och även om tillfället där Michael Mageau och Darlene Ferrin attackerades. Mageau överlevde attacken medan Ferrin dog. Nedan följer brevet som skickades till San Francisco Chronicle.

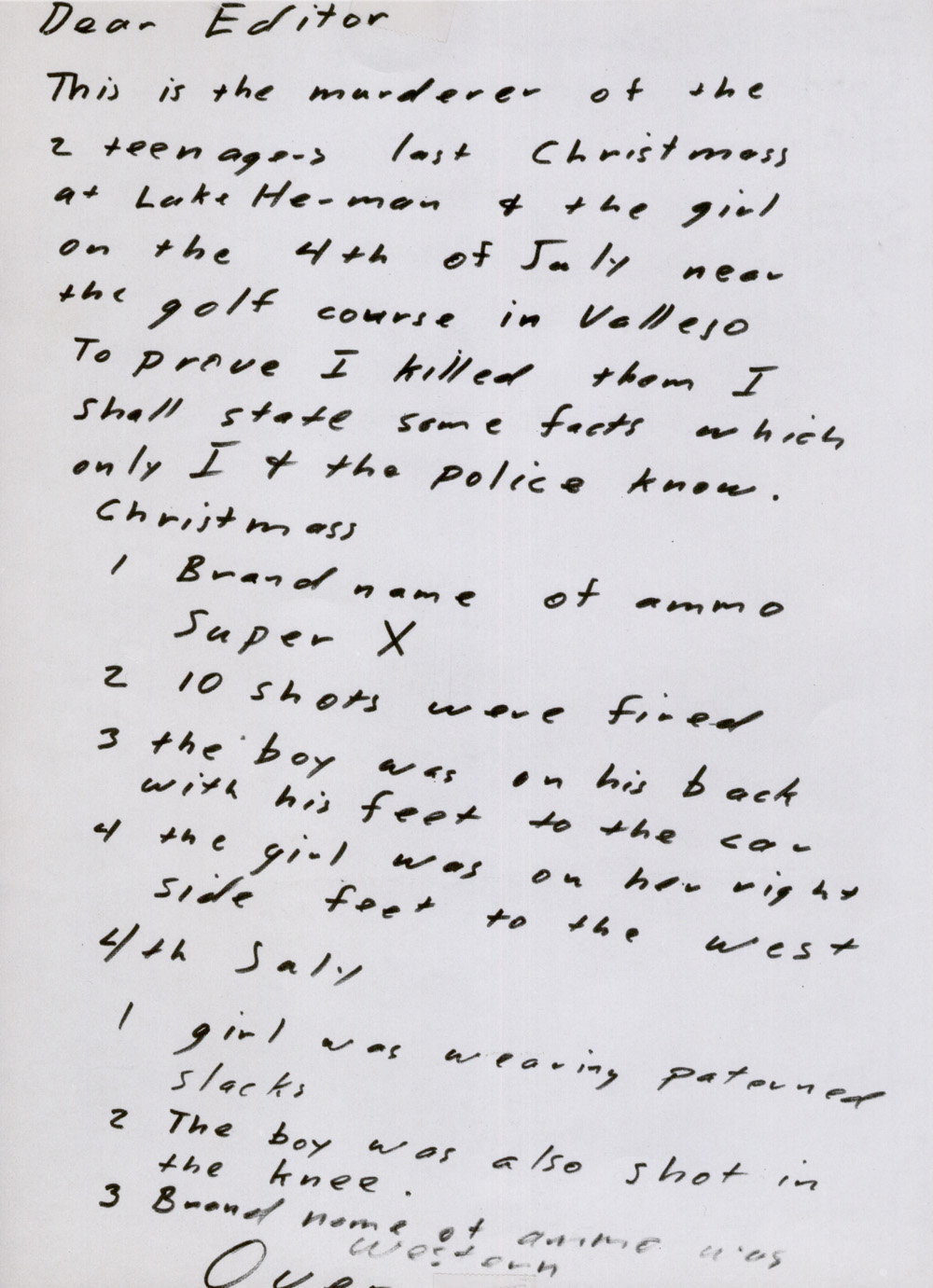
Brev 1 från juli 1969.

Dear Editor
This is the murderer of the 2 teenagers last Christmass at Lake Herman & the girl on the 4th of July near the golf course of Vallejo. To prove I killed them I shall state some facts which only I & the police know.
Christmas
1. Brand name of ammo
Super X
2. 10 shots were fired
3. the boy was on his back with his feet to the car
4. the girl was on her right side feet to the west
4th of july
1. girl was wearing patterned slacks
2. the boy was also shot in the knee
3. brand name of ammo was western 

#### Kod
I varje av dessa tre brev skickade han även en tredjedels kod, som då sammansatt blev en hel kod.
Med koden följde även följande meddelande där han kräver att tidningarna publicerar koderna på sin första sida.
Here is part of a cipher the other 2 parts of this cipher are being mailed to the editors of the Vallejo Times & SF Examiner. I want you to print this cipher on the front page of your paper. In this cipher is my identity. If you do not print this cipher by the afternoon of Fry. 1st of Aug 69, I will go on a kill rampage Fry. night. I will cruse around all weekend killing lone people in the night then move on to kill again, until I end up with a dozen people over the weekend.

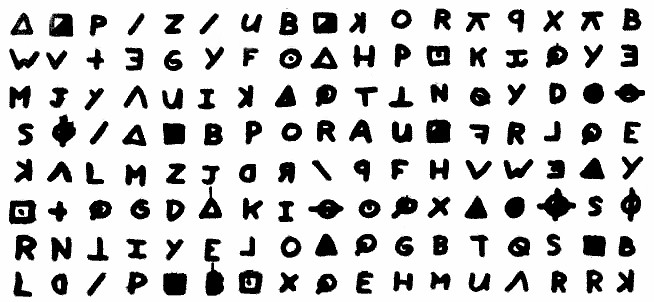
En tredjedel av koden.

Koden klurades ut av paret Donald och Bettye Harden. De läste tidningen, såg koden och bestämde sig för att försöka. Nedan följer översättningen på koden.
I like killing people because it is so much fun it is more fun than killing wild game in the forest because man is the most dangerous animal of all to kill something gives me the most thrilling experience it is even better than getting your rocks off with a girl the best part of it is that when I die I will be reborn in paradice and all the people I have killed will become my slaves I will not give you my name because you will try to sloi down or stop my collecting for my afterlife ebeo riet emeth hpiti 

### 4 Augusti 1969

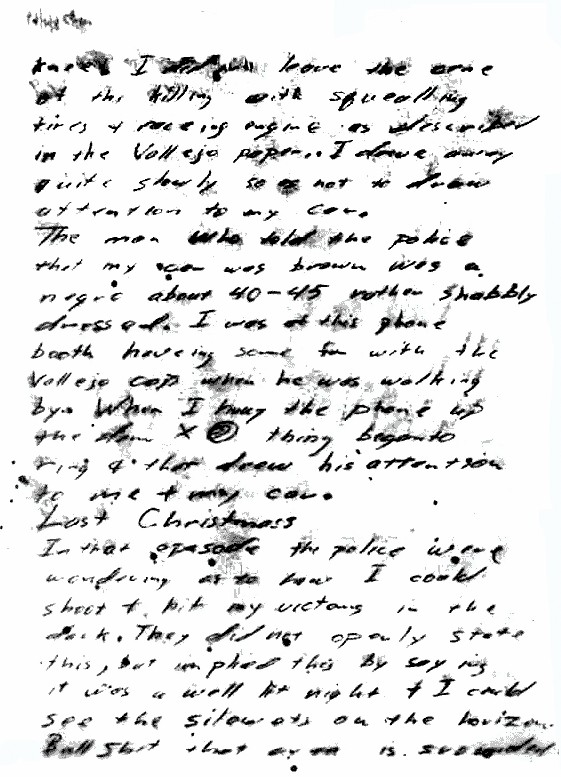
Sida 2.

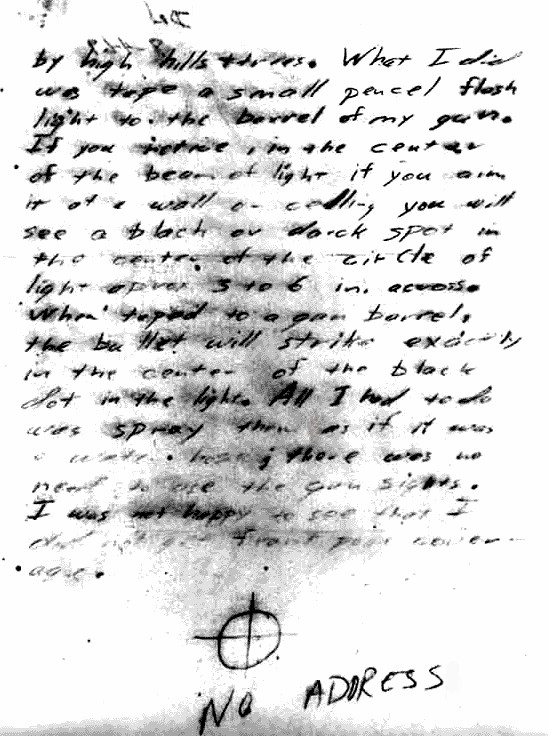
Sida 3.

Detta brev skickades till tidningen San Francisco Examiner och det är i detta brev han ger sig själv namnet Zodiac. Brevet bestod av tre sidor varav man hittade fingeravtryck på de två sista sidorna.
This is the Zodiac speaking.
In answer to your asking for more details about the good times I have had in Vallejo, I shall be very happy to supply even more material. By the way, are the police having a good time with the code? If not, tell them to cheer up; when they do crack it, they will have me.
On the 4th of July I did not open the car door. The window was rolled down all ready. The boy was origionaly sitting in the front seat when I began fireing. When I fired the first shot at his head, he leaped backwards at the same time, thus spoiling my aim. He ended up on the back seat then the floor in back thashing out very violently with his legs; that's how I shot him in the knee. I did not leave the cene of the killing with squealing tires + raceing engine as described in the Vallejo paper. I drove away quite slowly so as not to draw attention to my car. The man who told police that my car was brown was a negro about 40-45 rather shabbly dressed. I was in this phone booth having some fun with the Vallejo cop when he was walking by. When I hung the phone up the damn thing began to ring & that drew his attention to me + my car.
Last Christmass In that epasode the police were wondering how I could shoot + hit my victims in the dark. They did not openly state this, but implied this by saying it was a well lit night + I could see silowets on the horizon. Bullshit that area is srounded by high hills + trees. What I did was tape a small pencel flash light to the barrel of my gun. If you notice, in the center of the beam of light if you aim it at a wall or ceiling you will see a black or darck spot in the center of the circle of light about 3 to 6 inches across. When taped to a gun barrel, the bullet will strike in the center of the black dot in the light. All I had to do was spray them as if it was a water hose; there was no need to use the gun sights. I was not happy to see that I did not get front page coverage.
No adress 

### 13 oktober 1969

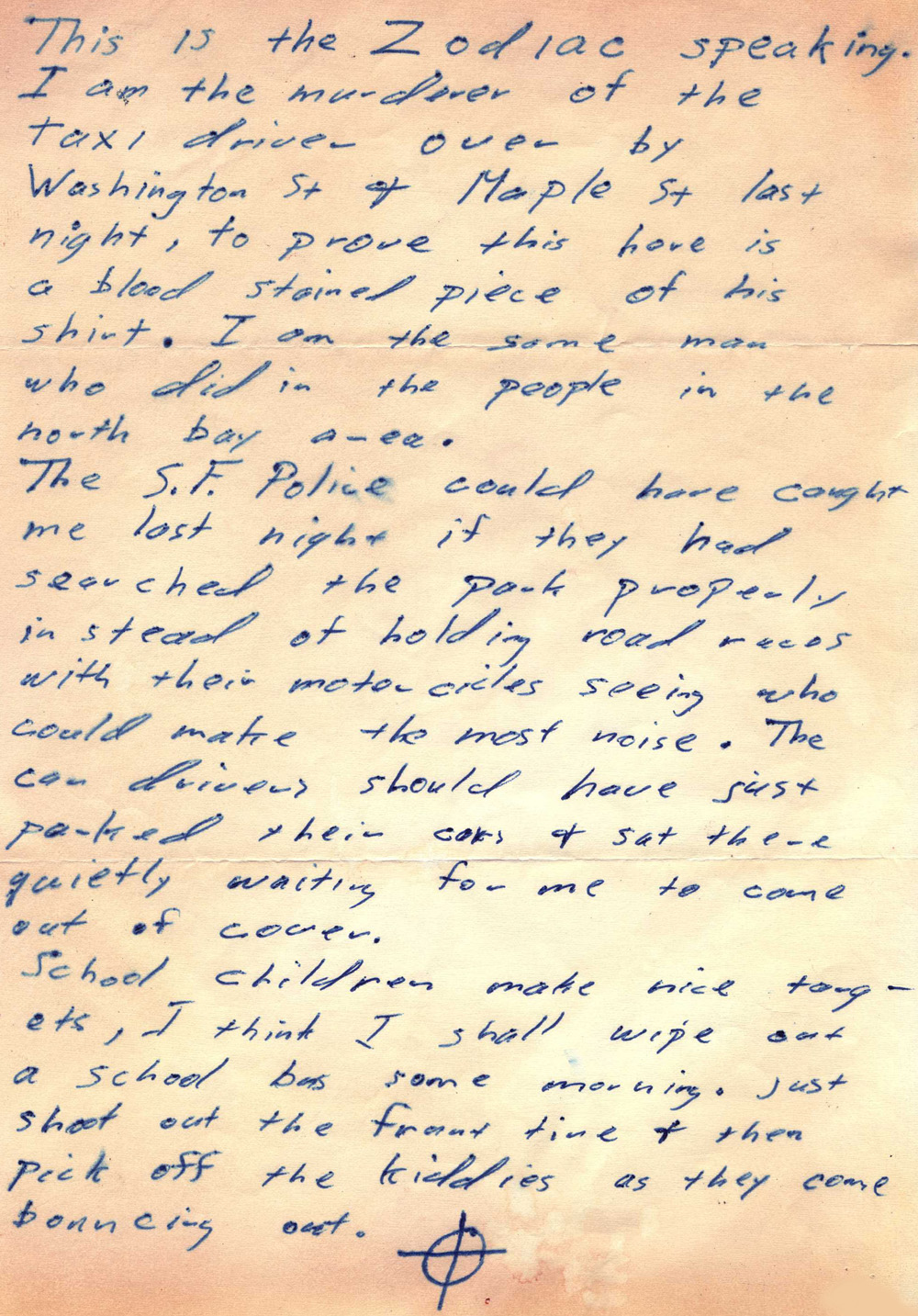
Brevet från oktober 1969.

Brevet innehöll en bit från Paul Stines blodiga skjorta, som ytterligare bevis att författaren av detta brev var personen som mördade Paul Stine.
This is the Zodiac speaking.
I am the murderer of the taxi driver over by Washington St + Maple St last night, to prove this here is a blood stained piece of his shirt. I am the same man who did in the people in the north bay area.The S.F. Police could have caught me last night if they had searched the park properly instead of holding road races with their motorcicles seeing who could make the most noise. The car drivers should have just parked their cars and sat there quietly waiting for me to come out of cover.School children make nice targets, I think I shall wipe out a school bus some morning. Just shoot out the front tire + then pick off the kiddies as they come bouncing out. 

### 8 november 1969
Den 8 november 1969 skickade Zodiac ännu ett chiffer till San Francisco Chronicle. Avsändaren hävdade att han hade skrivit sitt riktiga namn i det kodade brevet. Schiffret förblev olöst i årtionden trots att både kryptologer och amatörer försökte lösa koden. Det var inte förrän i december 2020 som en trio privatpersoner från Belgien, Australien och USA lyckades knäcka koden och meddelandet kunde läsas. Brevet innehåller ingen tydlig information om Zodiacs identitet.
I HOPE YOU ARE HAVING LOTS OF FUN IN TRYING TO CATCH ME
THAT WASNT ME ON THE TV SHOW
WHICH BRINGS UP A POINT ABOUT ME
I AM NOT AFRAID OF THE GAS CHAMBER
BECAUSE IT WILL SEND ME TO PARADICE ALL THE SOONER
BECAUSE I NOW HAVE ENOUGH SLAVES TO WORK FOR ME
WHERE EVERYONE ELSE HAS NOTHING WHEN THEY REACH PARADICE
SO THEY ARE AFRAID OF DEATH
I AM NOT AFRAID BECAUSE I KNOW THAT MY NEW LIFE IS
LIFE WILL BE AN EASY ONE IN PARADICE DEATH

## Populärkultur
Filmen Zodiac (2007), handlar om Zodiakmördaren.